# Kerk van het Apostolisch Genootschap (Breda)
De Kerk van het Apostolisch Genootschap is een kerkgebouw in de Noord-Brabantse stad Breda, gelegen aan de Heusdenhoutsestraat 15.

## Geschiedenis
Een gemeente van het Apostolisch Genootschap werd te Breda opgericht in 1942. In 1962 betrokken zij een kerkgebouw aan de Balfortstraat 63. Dit kerkgebouw werd in 1979 verkocht en omgebouwd tot Nieuw-Apostolische kerk, die in 1980 in gebruik werd genomen.
De Apostolischen hadden in 1979 een nieuw kerkgebouw aan de Heusdenhoutsestraat betrokken. Omstreeks 2024 had de gemeente een 136-tal leden.

## Gebouw
Het kerkje, een betrekkelijk onopvallend bakstenen gebouw zonder toren, werd ontworpen door architectenbureau Bos-Schuurman-Vergunst.